# Port Royal (South Carolina)
Port Royal ist eine US-amerikanische Stadt im US-Bundesstaat South Carolina im Beaufort County. Das U.S. Census Bureau hat bei der Volkszählung 2020 eine Einwohnerzahl von 14.220 ermittelt.
Die Gesamtfläche beträgt 13,4 km², wovon 10,1 km² auf Land- und 3,3 km² auf Wasserfläche entfallen.

## Geschichte

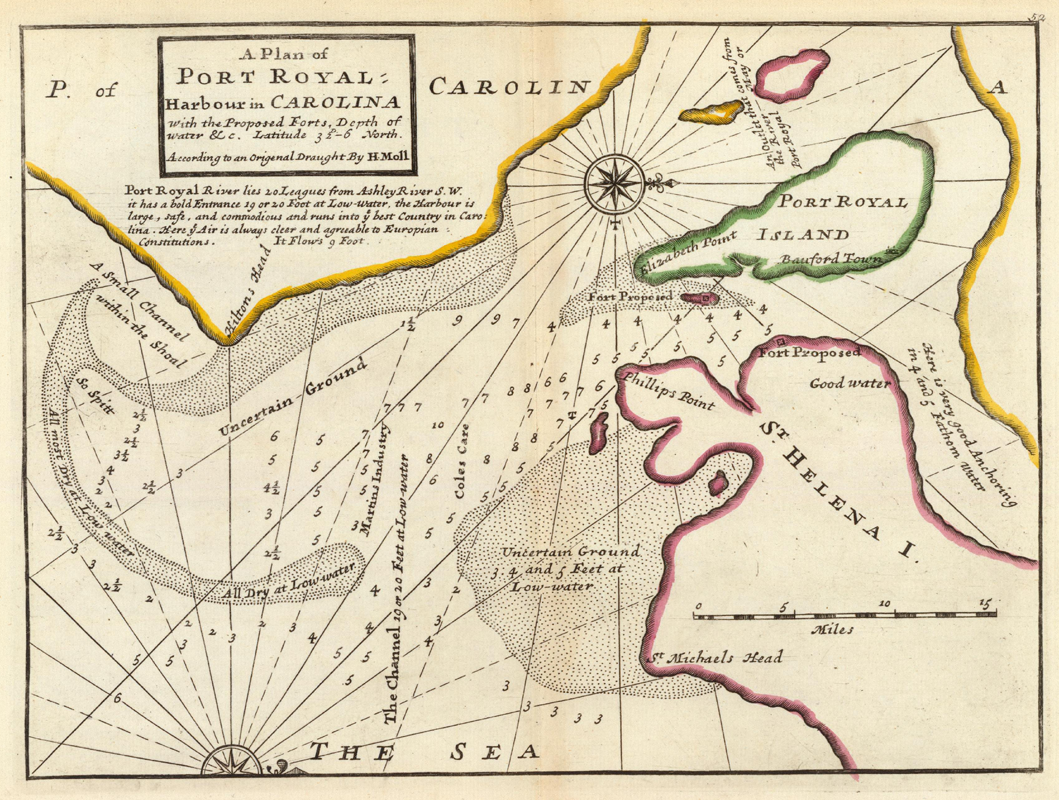
Herman Moll: A Plan of Port Royal-Harbour in Carolina, 1736

1514 wurde Pedro de Salazar von Lucas de Allyon von Hispaniola aus geschickt, um die Küsten Amerikas zu erforschen. Dabei landete er in der Nähe von Port Royal. 1525 schickte Spanien eine weitere Expedition in dieses Gebiet, um eine Festung zu errichten.
1562 landete eine Gruppe französischer Hugenotten unter Jean Ribault in der Region und gründete eine Festung namens Charles Forte. Drei Jahre später wurde die Siedlung von einer spanischen Schwadron aufgelöst. Ab 1710 besiedelten Briten die Gegend. Am 27. August 1893 verwüstete ein Hurrikan, der Sea Islands Hurricane, Port Royal schwer, dabei starben mehrere tausend Menschen.
1959 wurde beschlossen, den Hafen des Ortes wieder aktiv zu betreiben, unter anderem für den Export von Kaolin, was für die Stadt einen bedeutenden Aufschwung bedeutete.

## Geographie
Port Royal liegt am Port Royal Sound bzw. am Broad River, der in die Bucht mündet.
Die Altstadt von Port Royal liegt am südlichen Ende der Landzunge, die in den Port Royal Sound hineinragt. Das Straßensystem ist systematisch in Nord-Süd- sowie West-Ost-Richtung aufgebaut. Die Straßen in Nord-Süd-Richtung sind die bedeutendsten Straßen des Stadtviertels; sie sind nach den Herkunftsstädten der ersten Einwanderer benannt. Die Paris Avenue ist die wichtigste Einkaufsstraße Port Royals. Am südlichen Ende befindet sich ein kleiner Strand.
Über den U.S. Highway 21 ist Port Royal erschlossen, zudem sind die South Carolina Highways 128, 170 sowie 281 erreichbar. Die frühere Eisenbahnverbindung über den Port Royal and Augusta Railway und die Port Royal Railroad sind inzwischen eingestellt; der Port Royal Railroad ist über einen Wanderweg (Spanish Moss Trail) touristisch erschlossen.

## Bevölkerungsentwicklung
Port Royal ist seit etwa Mitte der 1990er Jahre von sehr starkem Bevölkerungswachstum geprägt. Im Rahmen des US Census 2000 wurden für Port Royal 3.950 Einwohner ermittelt, zum Stichtag des darauffolgenden US Census 2010 lebten 10.678 Menschen in Port Royal. Dies entspricht einem Anstieg der Bevölkerung um mehr als 270 Prozent innerhalb eines Jahrzehnts. Der US Census 2020 ergab für Port Royal eine Einwohnerzahl von 14.220: Der relative Anstieg hat sich demzufolge abgekühlt, der Anstieg um 33,2 % über zehn Jahre liegt allerdings weiterhin stark über dem landesweiten Durchschnitt (rund 6 % pro Jahrzehnt).

## Söhne und Töchter der Stadt
- Randolph M. Pate (1898–1961), General des US Marine Corps

## Galerie

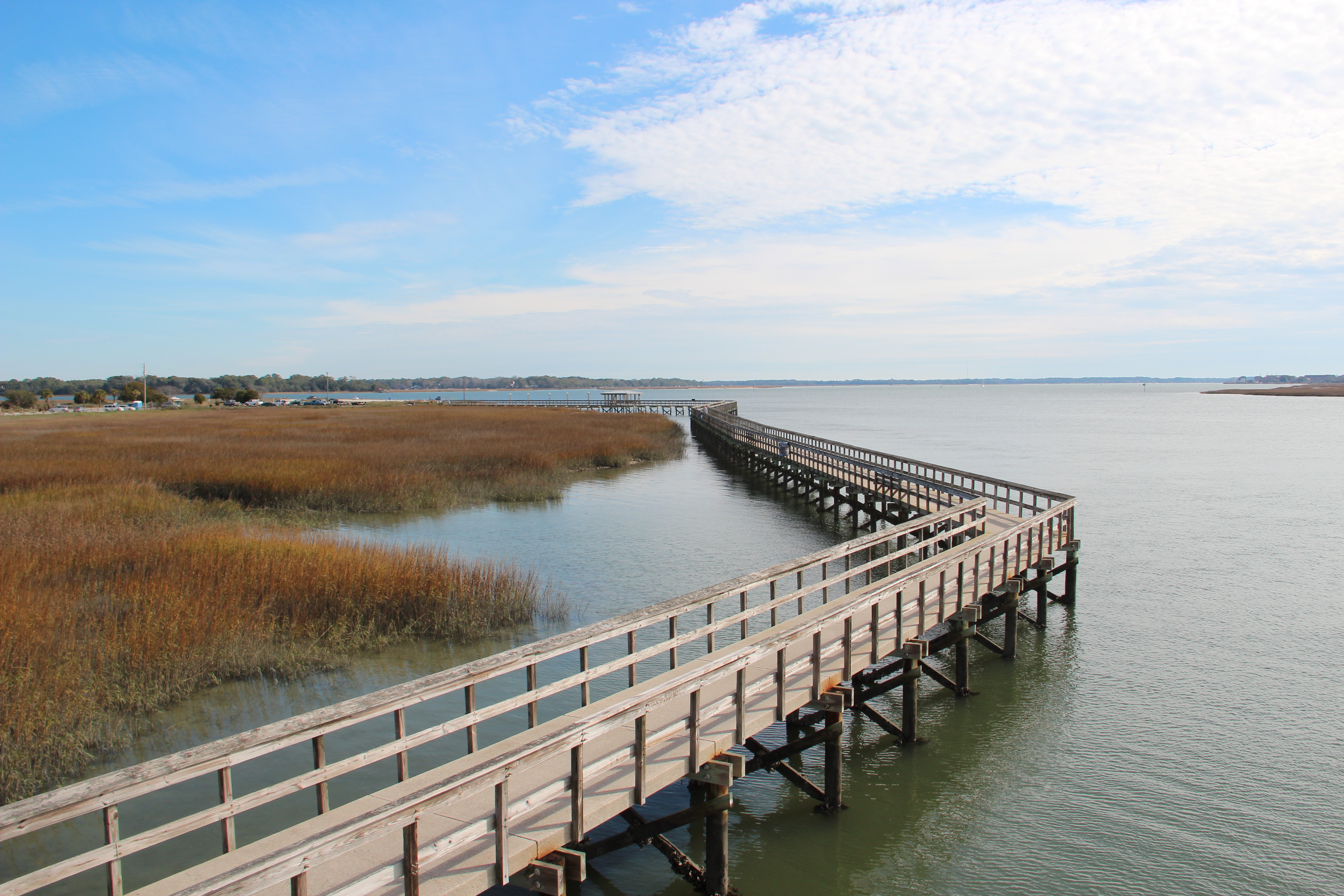
Sands Beach Boardwalk am Broad River
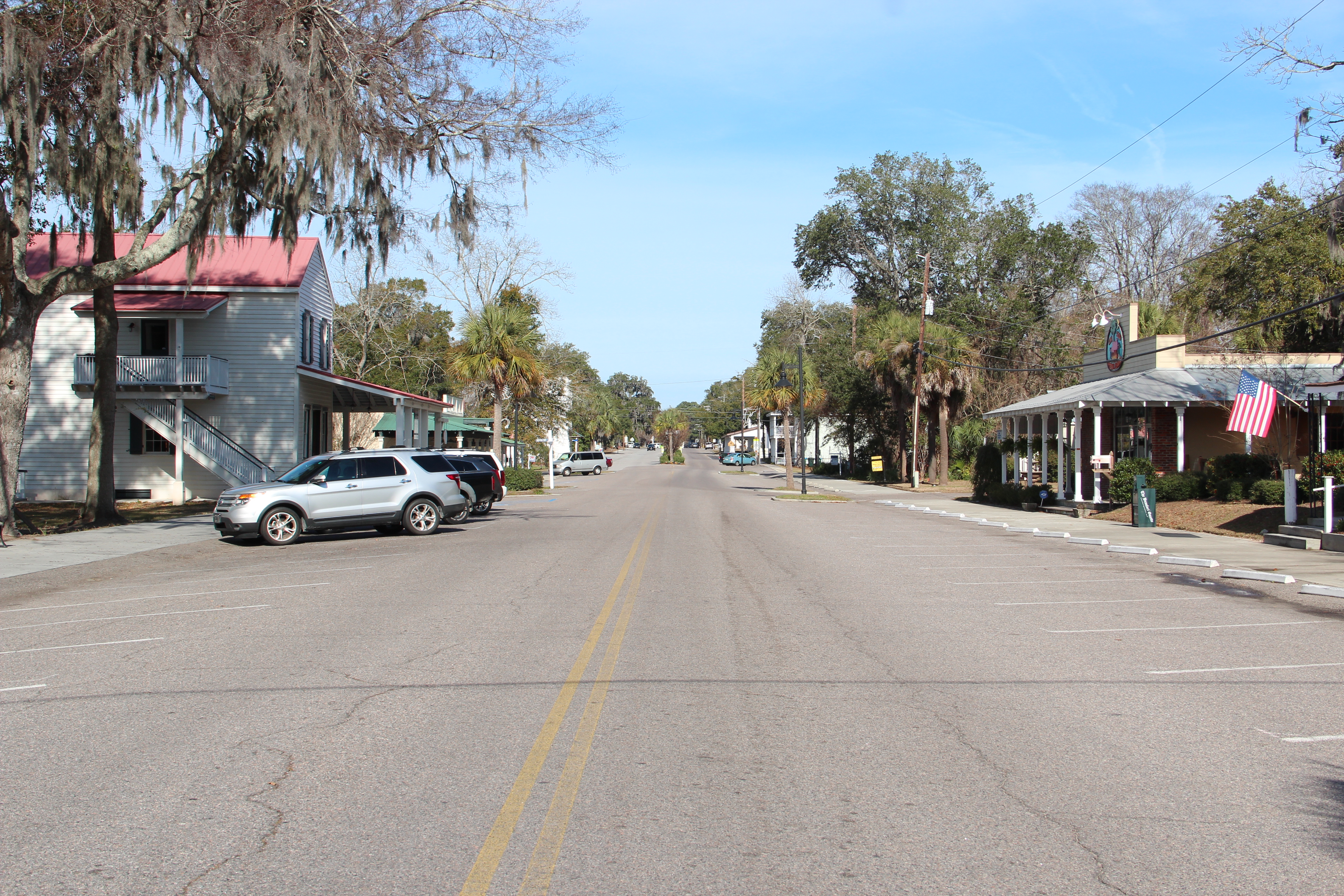
Paris Avenue
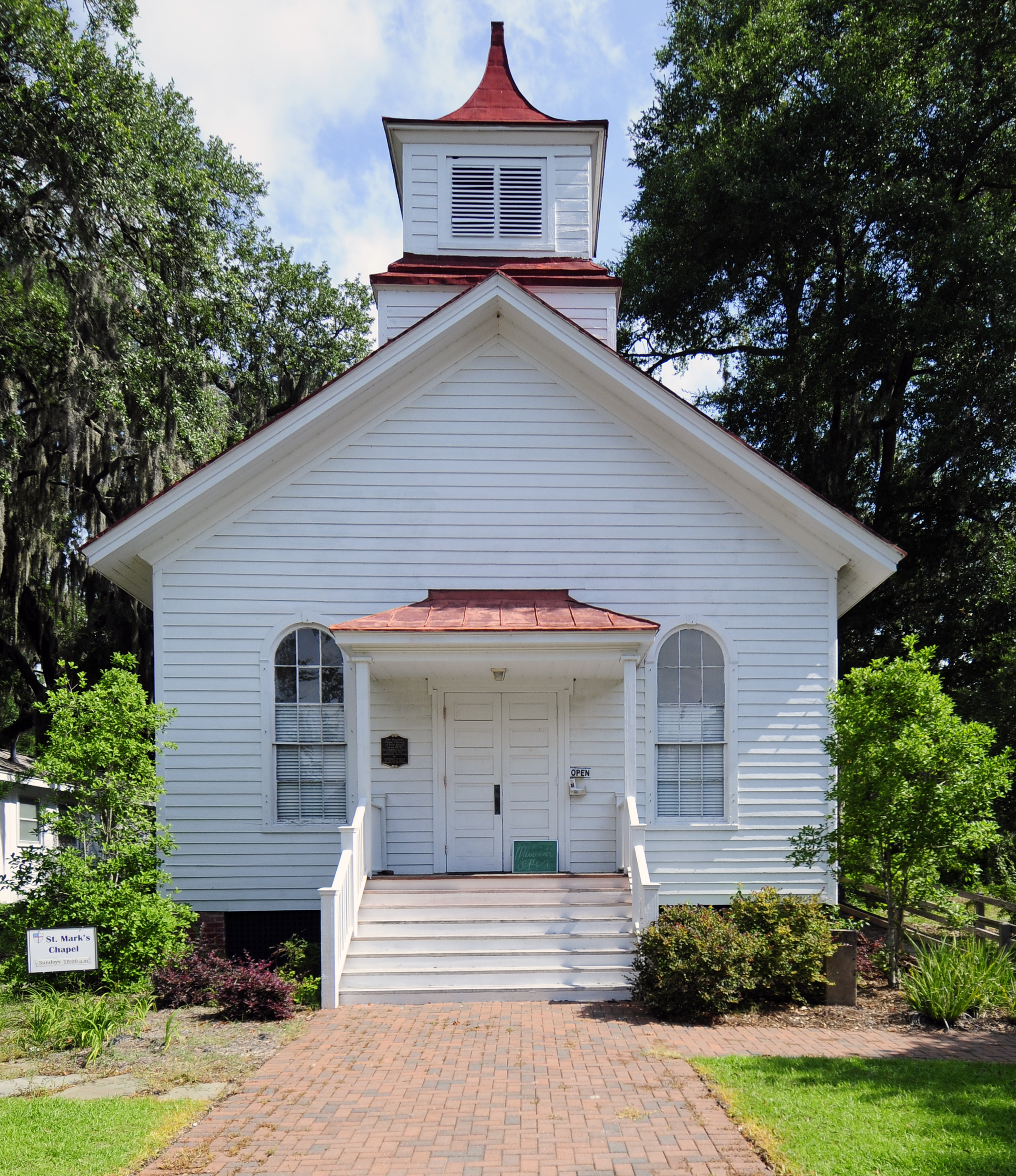
Union Church in Port Royal